# Georgia Sustainment and Stability Operations Program

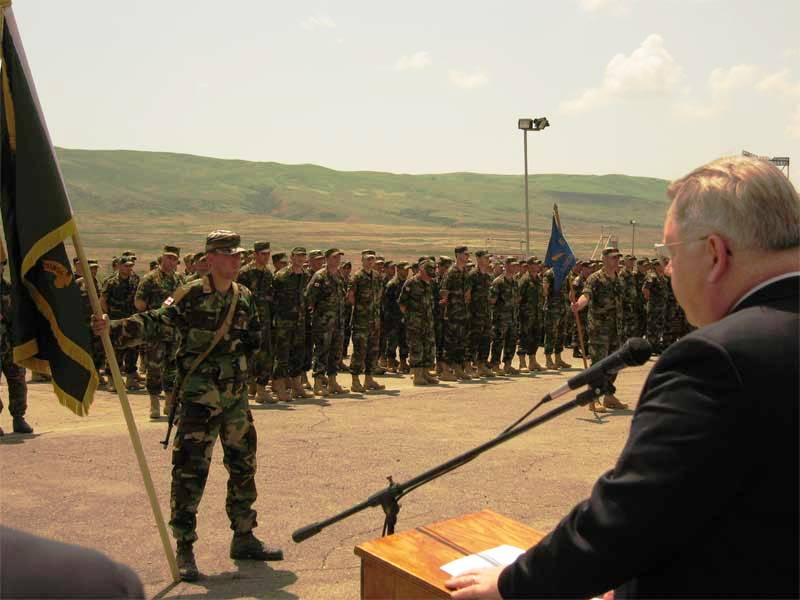
L'ambasciatore americano durante la presentazione del Georgia Sustainment and Stability Operations Program

Il Georgia Sustainment and Stability Operations Program, in sigla Georgia SSOP (in italiano: Programma di operazioni di sostegno e stabilità della Georgia) è un programma di assistenza alla sicurezza predisposta per creare una maggiore capacità in campo militare georgiano a sostenere la Guerra in Iraq.
Lanciato nel gennaio 2005, SSOP aiuterà anche a consolidare i progressi realizzati durante il Georgia Train and Equip Program del 2002-2004 continuando a contribuire alla realizzazione dell'efficienza delle forze armate georgiane. La prima parte del programma (SSOP I) è durata circa 18 mesi e costo di circa $ 60 milioni.